# مناورات فرخ النسر

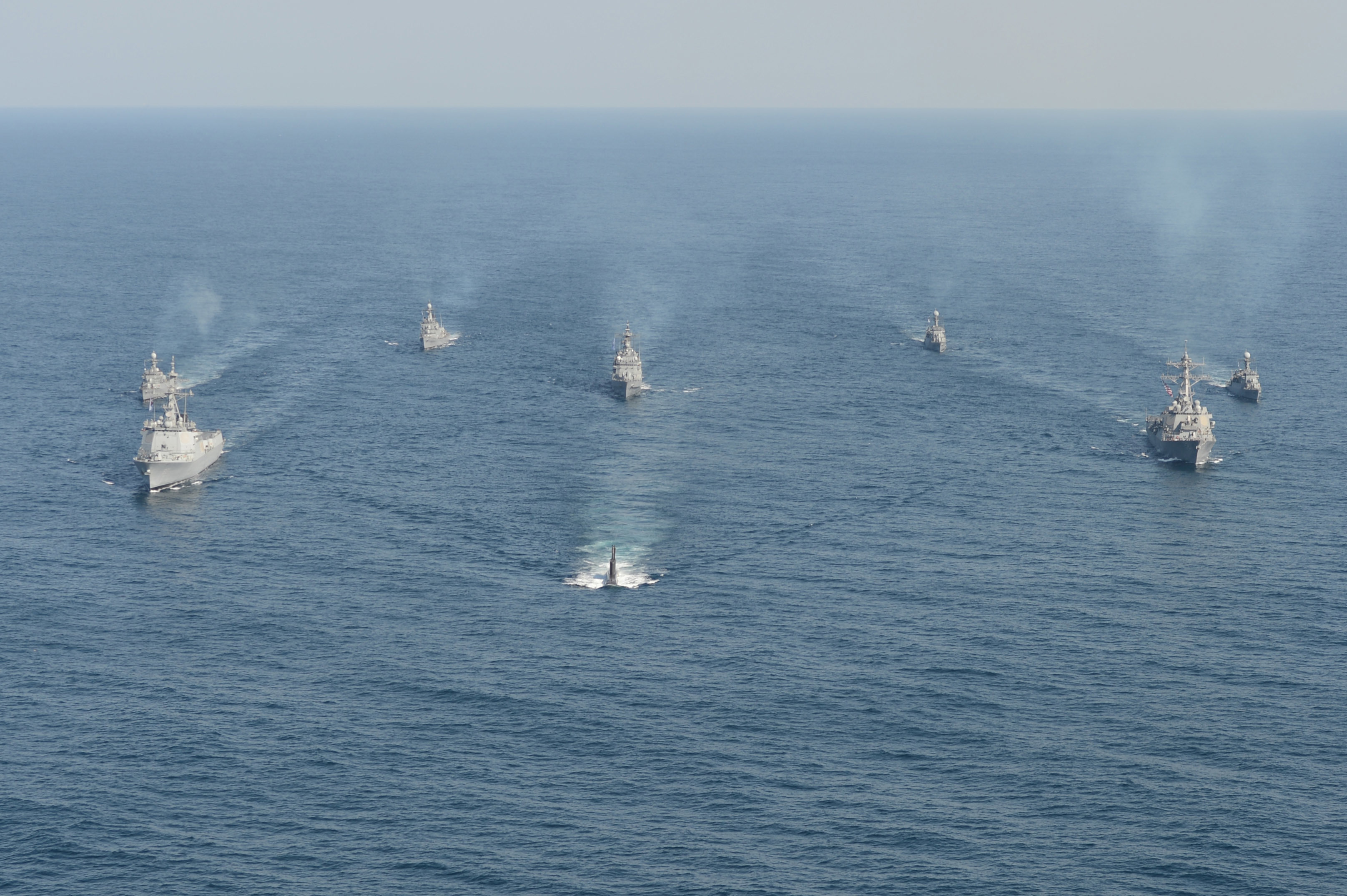

مناورات فرخ النسر أو (بالإنجليزية: Foal Eagle Maneuvers)‏ هي مناورات عسكرية مشتركة تقام في شبه الجزيرة الكورية بين كل من الولايات المتحدة الأمريكية وكوريا الجنوبية. تحت رعاية قيادة القوات المشتركة للبلدين. وهي واحدة من أكبر المناورات العسكرية ذات الطبيعة الدفاعية التي تجرى سنويا في العالم.

## هدف المناورات
- الدفاع عن شبه الجزيرة الكورية استعدادا لحالات الطوارئ.
- اختبار استعداد قوات البلدين وتطوير موقف الدفاع المشترك.
- تعزيز أمن واستعداد كوريا الجنوبية والتأكد من قدرتها على الردع ضد أعدائها عموما وضد جارتها كوريا الشمالية خصوصا بسبب أنشطة الأخيرة النووية.[2]
- كيفية جلب القوات والمعدات لشبه الجزيرة الكورية في حال وقوع حرب شاملة.
- اختبار القدرة التشغيلية للقوات المشتركة.
- الحفاظ على وضع كوريا الشمالية تحت الفحص وتعزيز الإستقرار في شمال شرق آسيا.
- الدلالة على أن الولايات المتحدة ستضمن الأمن في المنطقة في كل الأوقات كحليف رئيسي لكوريا الجنوبية.

## المناورات المنفذة
- فرخ النسر 1997 : أقيمت فعاليات المناورة في الفترة من 17 أكتوبر وحتى 6 نوفمبر 1997, وتضمنت التدريب على عمليات اخلاء غير قتالية وعرض للقوات وتحركات استباقية ومناورات تكاملية وعمليات قتالية وأنشطة مكافحة التسلل.[3]
- فرخ النسر 1998 : حققت المناورة عدة انجازات ملحوظة منها استخدام نظام الإشتباك بالليزر المتعدد والمتكامل «ميلز» من قبل كل المشاركين في التدريبات مما سمح للقوات بالاشتباك في ظروف المعركة الحقيقية دون خسائر في الأفراد أو المعدات. كما قامت البحرية الأمريكية لأول مرة بإنشاء مراكز عمليات مضادة للغواصات قبالة الساحلين الشرقي والغربي لكوريا مع الأسطول السابع الأمريكي.[4]
- فرخ النسر 1999 : أقيمت فعاليات المناورة في الفترة من 26 أكتوبر وحتى 5 نوفمبر 1999. تمت معظم التدريبات في جنوب العاصمة الكورية الجنوبية سول، وتضمن سيناريو التدريب الدفاع ضد أنشطة تسلل قوات العمليات الخاصة الكورية الشمالية بالمناطق الخلفية، واطلاق الذخيرة الفارغة والعمليات الليلية.[5]
- فرخ النسر 2000 : أقيمت فعاليات المناورة في الفترة من 25 أكتوبر وحتى 3 نوفمبر 2000. وشارك فيها 30,000 عنصر من الولايات المتحدة وأكثر من 500,000 عنصر من القوات الكورية الجنوبية الذين شاركوا في كل من العمليات الجوية والبرية وكذلك العمليات البحرية للدفاع عن مدينة بوسان العاصمة الثانية وثاني أكبر مدن كوريا الجنوبية بعد سول، وتضمنت عمليات تدريب غير قتالية على الإخلاء اسمها الكودي «القناة الشجاعة».[6]
- فرخ النسر 2001 : أجرت قوات كوريا الجنوبية مناورات منفردة لمكافحة الإرهاب في هذا العام بسبب إعلان قيادة القوات المشتركة للبلدين تأجيل مناورة عام 2001 إلى عام 2002.[7]
- فرخ النسر 2002 : أقيمت فعاليات المناورة في الفترة من 21 وحتى 27 مارس 2002, وتضمنت عمليات قتال برمائية.[8]
- فرخ النسر 2003 : أقيمت فعاليات المناورة في الفترة من 3 مارس وحتى 2 إبريل 2003, وبدأت المناورة وسط تصاعد التوتر بين الولايات المتحدة وكوريا الشمالية التي هددت بالانسحاب من هدنة الحرب الكورية. وقبل بدأ المناورة اعترفت القوات الجوية الأمريكية بأن طائرة حربية أمريكية لوحقت من قبل أربع طائرات حربية كورية شمالية.[9]
- فرخ النسر 2004 : أقيمت فعاليات المناورة في الفترة من 21 وحتى 28 مارس 2004.[10]
- فرخ النسر 2005 : أوضحت المناورة دور القوات الجوية على نطاق واسع في مسرح العمليات.[11]
- فرخ النسر 2006 : أقيمت فعاليات المناورة في الفترة من 26 وحتى 31 مارس 2006. وصممت بغرض تحسين قدرات القادة في الدفاع عن كوريا الجنوبية، واشتملت على مجموعة كاملة من المعدات والإمكانيات والأفراد الذين قاموا بتدريبات وضحت الدعم الجوي القريب للقوات البرية وتمارين الدفاع الجوي الجوي والتدريب البيني البحري والعمليات الإستطلاعية.[12]
- فرخ النسر 2007 : أقيمت فعاليات المناورة في الفترة من 25 وحتى 31 مارس 2007.[13]
- فرخ النسر 2008 : أقيمت مناورة هذا العام بالتتابع مع مناورة الحل الرئيسي التي أقيمت لأول مرة في هذا العام.
- فرخ النسر 2013 : أقيمت فعاليات المناورة في الفترة من 1 مارس وحتى 30 إبريل 2013.[14] وشارك فيها نحو 200000 عنصر من القوات الكورية الجنوبية و10000 جندي أمريكي.[15][16]
- فرخ النسر 2014 : أقيمت فعاليات المناورة في الفترة من 1 مارس وحتى 30 إبريل 2014.[17] ويشارك في المناورة 7500 جندي أمريكي.

## انتقادات المناورات
انتقدت كوريا الشمالية التدريبات بين كوريا الجنوبية والولايات المتحدة، وصرحت أن التدريبات هي استفزاز عسكري ضد الشمال. وتناولت صحيفة رودونغ شينمون، وهي الصحيفة الرسمية لحزب العمال في كوريا الشمالية، تلك المناورات قائلة إن الأوضاع الأمنية في شبه الجزيرة الكورية لم تخف حدتها على الإطلاق.